# دیمازول
دیمازول (انگلیسی: Dimazole) (یا دیامتازول) یک ترکیب ضد قارچی است.